# Самуель Тіто Армандо
Самуель Тіто Армандо (порт. Samuel Tito Armando; нар. 1957 — 6 серпня 2009) — ангольський державний діяч, дипломат . Надзвичайний і повноважний посол Республіки Ангола в Україні в 2008—2009 рр. за сумісництвом.

## Життєпис
Народився в 1957 році. Закінчив факультет економіки і права Університету дружби народів ім. Патріса Лумумби в 1990 році. Надалі спеціалізувався в галузі міжнародних відносин, міжнародних економічних відносин, в галузі управління та оцінки промислових проектів. Працював на алмазодобуваючих і гірничорудних підприємствах Анголи. Обіймав посаду заступника міністра геології і гірничорудної справи Анголи.
22 вересня 2006 року був призначений Надзвичайним і повноважним послом Республіки Ангола в Російської Федерації, змінивши на цій посаді Роберто Ліла Рамоса Монтейру, який потім зайняв пост міністра внутрішніх справ Анголи. Одночасно також був призначений Надзвичайним і повноважним послом Анголи в Республіці Молдова.
У квітні 2007 року з робочим візитом відвідав Ростов-на-Дону і три університети міста: ПФУ, РГМУ і ДДТУ і обговорив з їх ректорами можливість переведення ангольських студентів з навчальних закладів Санкт-Петербурга, де, на думку посла, були поширені шовіністичні настрої і мали місце напади на чорношкірих студентів.
3 березня 2008 року — вручив вірчі грамоти Президенту України Вікторові Ющенку.
Помер 6 серпня 2009 року. Його тіло для поховання було відправлено на батьківщину в Анголу.